# Нартекс
Нартекс (грч. Νάρθηκας), или припрата (понекад и препрата или паперта), је западни улазни део православне цркве који је од остатка цркве одвојен зидом и вратима. Настао је из функционалних разлога за потребе вршења службе. Понекад се испред њега поставља и егзонартекс или тзв. спољна припрата. Намена и функција нартекса су веома различите, па и многоструке у зависности од околности и подручја на којима су настајали. Њихова намена је зависила првенствено од литургијских прописа утврђених у типицима појединих манастира.

## Етимологија
Називи нартекс и припрата воде порекло из грчког језика. Термин нартекс је идентичан свом грчком облику, док је термин припрата словенизовани облик латинско-грчке речи перипатос.

## Историја
Нартекс води порекло од најстаријих ранохришћанских грађевина, а настао је сажимањем источних портика атријума који су служили за катихумене. Положај нартекса уз грађевину и концепција његовог решења су веома различити. И поред тога што су диспонирани на западном делу грађевине, они нису подједнако решавани на разним средњевековним подручјима. Нартекси ранохришћанске епохе су отворени, са ретардираним облицима делова атријума. Већ од VI века ови простори се затварају, а компартменти у којима су били смештени ђаконикон и протезис, добијају ново место на бочним странама олтарског светилишта. На сиријском подручју, нартекс је формиран на веома старим традицијама Истока. Он налази место између двеју бочних кула, као отворени портик на улазу у грађевину.